# 豊原慎二
豊原 慎二（とよはら しんじ、1986年11月27日 - ）は、福岡放送（FBS）の社員、元アナウンサー、元プロサッカー選手。

## 来歴・人物
筑陽学園高校在学中に第82回全国高等学校サッカー選手権大会に出場した経歴を持つ。高校卒業後の2005年、この年日本プロサッカーリーグ（Jリーグ）に昇格したザスパ草津（現・ザスパクサツ群馬）に入団。現役時代のポジションはMF（左SH）。 1年目はセカンドチームであるザスパ草津チャレンジャーズに所属し、Jサテライトリーグ9試合に出場し2得点を挙げている。2年目にはトップチームに昇格するが右膝蓋骨の故障もあって出場機会は得られず、トライアウトでも声がかからず現役を引退する。
引退に際してはJリーグキャリアサポートセンターの支援を受け、Jリーグ推薦制度で法政大学キャリアデザイン学部へ進学。大学では経営・教育を学び、2011年卒業後、北海道放送 (HBC) にアナウンサーとして入社。2013年に地元の福岡放送に移籍した。なお、同局では豊原と同じくJNN・JRN系列局の在籍経験者に須田健太郎 (元北陸放送) と平川侑季 (元大分放送) がいる。
2019年12月、かつて福岡放送でアナウンサーをしていた松井くららと結婚した。
2022年7月1日で、番組開始（2015年9月28日）から7年間出演した『バリはやッ!ZIP!』を卒業と同時に、同日でアナウンサー業を離れ、営業部に異動した。

## 個人成績
| 国内大会個人成績 | 国内大会個人成績 | 国内大会個人成績 | 国内大会個人成績 | 国内大会個人成績 | 国内大会個人成績 | 国内大会個人成績  | 国内大会個人成績  | 国内大会個人成績 | 国内大会個人成績 | 国内大会個人成績 | 国内大会個人成績 |
| 年度             | クラブ           | 背番号           | リーグ           | リーグ戦         | リーグ戦         | リーグ杯          | リーグ杯          | オープン杯       | オープン杯       | 期間通算         | 期間通算         |
| 年度             | クラブ           | 背番号           | リーグ           | 出場             | 得点             | 出場              | 得点              | 出場             | 得点             | 出場             | 得点             |
| 日本             | 日本             | 日本             | 日本             | リーグ戦         | リーグ戦         | リーグ杯          | リーグ杯          | 天皇杯           | 天皇杯           | 期間通算         | 期間通算         |
| ---------------- | ---------------- | ---------------- | ---------------- | ---------------- | ---------------- | ----------------- | ----------------- | ---------------- | ---------------- | ---------------- | ---------------- |
| 2005             | 草津             | 26               | J2               | 0                | 0                | -                 | -                 |                  |                  |                  |                  |
| 2006             | 草津             | 28               | J2               | 0                | 0                | -                 | -                 |                  |                  |                  |                  |
| 通算             | 日本             | 日本             | J2               | 0                | 0                | -\|\|\|\|\|\|\|\| | -\|\|\|\|\|\|\|\| |                  |                  |                  |                  |
| 総通算           | 総通算           | 総通算           | 総通算           | 0                | 0                | 0                 | 0\|\|\|\|\|\|\|\| |                  |                  |                  |                  |

## 出演番組
- スポーツ実況（Jリーグ中継=スカパー!受託制作。サガン鳥栖（2014年まで）、アビスパ福岡（2015年以後）主催、プロ野球福岡ソフトバンクホークス戦=ベンチレポーターを中心として）
- バリはやッ!ZIP!（月～金曜スポーツコーナー担当→月曜ニュース・特集コーナー担当→木・金曜日のスポーツ・特集コーナー担当。日によってはZIP!の06:58のローカル枠も担当）
- 定時ニュース